# 吉良親正
吉良 親正（きら ちかまさ）は、戦国時代から安土桃山時代にかけての武将。吉良親貞の三男もしくは次男。長宗我部氏の家臣。長宗我部家の家督を継ぐ前の盛親を養子としていた。天正14年12月12日（1587年1月20日）に戸次川の戦いで戦死した。